# Дина Милетић
Дина Милетић (девојачко Чубриловић, Београд, 1990) је српска пијанисткиња, музичка уредница и академски предавач. У организацији Културни елемент ради као пијаниста и музичка уредница, балетски је корепетитор у Позоришту на Теразијама и предавач и пијаниста на предмету техника гласа на Факултету савремених уметности. Радила је као балетски корепетитор у Народном позоришту у Београду и Балетској школи "Лујо Давичо".

## Образовање
Своје ниже и средње музичко образовање стекла је у МШ Мокрањац у Београду, у класама проф. Марије Тасовац и проф. Јасмине Јоксимовић. Своје школовање је наставила на Факултету музичке уметности у Београду, где је завршила основне и мастер студије у класи проф. Дејана Стошића. Паралелно је сарађивала са проф. Арбом Валдмом у чијој је класи завршила специјалистичке студије на АЛУ у Београду. Након тога усавршавање је наставила на Краљевском конзерваторијуму у Антверпену у класи код реномиране пијанисткиње Полине Лешченко.  Тренутно је на докторским студијима на Универзитету уметности – студијски програм Вишемедијска уметност.

### Професионално усавршавање
Похађала је мајсторске курсеве професора Бориса Романова, Арба Валдме, Пиета Кујкена, Дараија Нтаке, Ера Хејнонена, Антонија Романиука, Сергеја Лешченка, Полине Лешченко, Михаела Удеа и Едмунда Дејва.
- 2005 – Мастерклас проф. Бориса Романова у Београду (Србија)
- 2007 – Мастерклас проф. Арба Валдме на ФМУ у Београду
- 2008 – Мастерклас проф. Арба Валдме у Дубровнику (Хрватска)
- 2009 – Радионица са проф. Лидијом Станковић у Београду (Србија)
- 2009 – Мастерклас проф. Арба Валдме у Београду (Србија)
- 2010 – Мастерклас проф. Арба Валдме у Кобленцу (Немачка)
- 2012 – Мастерклас проф. Арба Валдме у Парнуу (Естонија)
- 2012 – Радионица Михаела Удеа на ФМУ у Београду
- 2013 – Радионица проф. Арба Валдме у Новом Саду (Србија)
- 2014 – Мастерклас проф. Дарија Нтаке у Београду (Србија)
- 2014 – Мастерклас Полине Лешченко у Антверпену (Белгија)
- 2014 – Радионица Питера Кујкена у Антверпену (Белгија)
- 2015 – Мастерклас проф. Сергеја Лешченка у Бриселу (Белгија)
- 2015 – Мастерклас проф. Јустуса Грима у Антверпену (Белгија)
- 2015 – Мастерклас проф. Дејва Едмунда у Бриселу (Белгија)
- 2016 – Мастерклас Ера Хајнонена у Антверпену (Белгија)
- 2016 – Радионица Антонија Романијука у Антверпену (Белгија)
- 2016 – Радионица Џефа Смитса у Антверпену (Белгија)
- 2018 – Радионица Агате Каније Кноблох у Београду (Србија)

## Каријера
Поред пијанизма и музике, у биографији Дине Милетић професионално се бавила бројним уметничким пословима, организацијом, дизајном звука, режијом и другим видовима уметничког стваралаштва.
Наступала је на фестивалима у Белгији, Србији, Естонији, Хрватској и учествовала је у бројним пројектима као солиста и камерни музичар. Њене наступе преносио је Радио Београд, а као солиста свирала је са Симфонијским оркестром Уметничког ансамбла Војске Станислав Бинички. Године 2013. у својству пијанисте одржава сезону концерата у Београду и унутрашњости Србије са концертмајстором РТС-а Катарином Алексић а исте године наступа у Бечу у Аустрији на пројекту о Вилхелму Фуртвенглеру у продукцији Загребачкој плесног центра. У сезони 2014/2015 била је асистент репетитора у премијерној поставци “Дон Ђованија“ у продукцији Фламанске Опере. 
Године 2019. започела је сарадњу са Југословенским драмским позориштем на представи "Балава", а често наступа са сопраном Браниславом Подрумац у сарадњи која је започела 2014. године. Исте године, током сезоне 2014/2015 сарађује са уметником Еком Ноом на буто плес пројекту "Изван метафоре сна" у Антверпену у Белгији. Након тога у истом граду настали су интернационални мултимедијални пројекти „Крај једне ере” и „Не Ја”, који су посвећени театру и филму и инспирисани Самјуелом Бекетом и Абасом Кијаростамијем.
Такође од 2014. године ради у Културном елементу као пијанисткиња и музички уредник. У сарадњи са удружењем „Културни елемент“, а уз подршку Музеја града Београда, године 2016. године иницијатор је и покретач концертне сезоне класичне музике под називом "Музички сводови Београда". Концепт сезоне је подразумевао серију интердисциплинарних пројеката наменски креираних за пратеће и текуће програме Музеја града Београда. Први у низу дешавања у којима је поред продукције учествовала и као извођач пијаниста је концерт-представа "Quod Fatum" о Петру Иљичу Чајковском у продукцији Културног елемента са којом путује по Србији. Исте године ради као музички уредник и организатор концерта током манифестације „Музеј у срцу града”, оствареног у сарадњу између Културног елемента и Народног музеја у Београду.
Током 2015. 2016. и 2017. године у оквиру наредних сезона "Музички сводови Београда" а у сарадњи са редитељем Тадијом Милетићем осмишњава и остварује низ оперских и музичких представа, концерата и пројеката, преко ауторског корео музичког перформанса "Plaisir d’amour" креираног за 56. Октобарски салон,, представе "Амадеус" инспирисане животом Волфганга Амадеуса Моцарта у којој изводи улогу Нанерл Моцарт као и перформансе "Штуке су полетеле у зору", инспирисане бомбардовањем Београда 1941. године током Другог светског рата у којој наступа као пијаниста са колегиницом Аном Спремић, као и "Црвени октобар" у оквиру обележавања стогодишњице од Октобарске револуције, где са пијанисткињама Аном Спремић и Нином Косанић у шест руку изводе серију експерименталих импровизација на постојеће теме класичне музике. Године 2018. наступа на Коларцу као корепетитор при концерту победника Међународног такмичења соло певача „Лазар Јовановић”.
Члан је неколико уметничких састава, попут "Дуо Миди", као и "Триа Алконост". Објављивала је теоријске текстове о музици међу којима се издваја "Латентна програмност (апсолутне) музике" у издању ПУЛСЕ магазина 
Од 2016. до 2019. године ради као пијаниста у Балетској школи Лујо Давичо, да би на позив директора балета од 2019. до 2023. године радила је у Народном позоришту у Београду као балетски корепетитор. Од 2020. године започиње педагошку каријеру као асистент на предмету техника гласа на Факултету савремених уметности, а од 2023. године је запослена у Позоришту на Теразијама као балетски корепетитор.

### Концерти и наступи
Наступала је на фестивалима у Белгији, Србији, Естонији, Хрватској и учествовала је у бројним пројектима као солиста и камерни музичар. Њене наступе преносио је Радио Београд, а као солиста свирала је са Симфонијским оркестром Уметничког ансамбла Војске Станислав Бинички.
- 2006 – Наступ на фестивалу руске музике у културном центру „Руски дом”, Београд
- 2007 – Наступ у Задужбини Илије М. Коларца са Симфонијским оркестром ансамбла „Станислав Бинички”, Београд
- 2008 – Наступ на фестивалу „Лаус”, Дубровник
- 2009 – Наступ на фестивалу „КоМА”, Београд
- 2010 – Наступ на фестивалу „Шуман и његови двојници”, Београд
- 2011 – Наступ на фестивалу „Франц Лист – На путу до неба”, Београд
- 2012 – Наступ на фестивалу „СУВЕНИверситеет”, Естонија
- 2013 – Наступ на фестивалу „Бољшој”, Мокра Гора
- 2014 – Наступ на фестивалу „Белеф”, Београд
- 2015 – Наступ на фестивалу „Клара”, Брисел (Белгија)
- 2015 – Наступ на фестивалу „Sketch the sound”, Антверпен (Белгија)[3]

## Награде
- Током школовања освајала је бројне награде на такмичењима и наступала је у многим концертним салама Београда.[2]
- Вишегодишњи је добитних престижне стипендије "Доситеја" коју додељује Фонд за младе таленте Републике Србије.[13]
- Прва награда на пијанистичком такмичењу у Идрији, Словенија.[14]
- Прва награда на Међународном пијанистичком такмичењу "Слобомир", Босна и Херцеговина[3]

## Приватни живот
Рођена је у Београду 1990. године. Удата је за Тадију Милетића, српског оперског редитеља и драматурга са којим има сина.